# Nikolai Laursen
Pour les articles homonymes, voir Laursen.
Nikolai Laursen, né le 19 février 1998 Vallensbæk au Danemark, est un footballeur danois, aujourd'hui retraité, qui joue au poste d'ailier droit.

## Biographie

### Brøndby IF
Nikolai Laursen est un pur produit du centre de formation du Brøndby IF, qu'il rejoint en 2004. En 2014, alors que le jeune Laursen est âgé de 16 ans et qu'il n'a pas encore fait ses débuts avec l'équipe première il attire les convoitises de certains clubs européens, dont le Bayern Munich qui entame des discussions avec le club. Mais le directeur sportif des bleus et jaune, Per Rud, indique que Brøndby souhaite garder Laursen.

### PSV Eindhoven
Le 15 juin 2015 Nikolai Laursen est recruté par le PSV Eindhoven. Le jeune joueur est dans un premier temps intégré à l'équipe des moins de 19 ans puis avec la réserve du PSV. Sa progression est cependant freinée en novembre 2016 par une grave blessure, une rupture du ligament croisé du genou qui le tient éloigné des terrains pendant de longs mois et mettant dès lors un terme à sa saison 2016-2017. Il fait son retour à la compétition en août 2017.

### Retour à Brøndby
Le 27 juillet 2018 Nikolai Laursen est prêté à son club formateur, le Brøndby IF, où il fait son retour pour la saison 2018-2019. Laursen joue son premier match de coupe d'Europe cette saison là, le 30 août 2018, lors d'un match qualificatif pour la Ligue Europa face au KRC Genk. Il entre en jeu ce jour-là et son équipe s'incline sur le score de quatre buts à deux.

### FC Emmen
Le 9 juillet 2019 Laursen signe pour trois ans au FC Emmen. Il joue son premier match sous ses nouvelles couleurs le 3 août 2019, lors de la première journée de la saison 2019-2020 d'Eredivisie contre le FC Groningue. Il est titulaire lors de ce match qui se solde par la défaite des siens (0-1). Le 17 août suivant il inscrit son premier but pour le club face au SC Heerenveen en championnat, en ouvrant le score dès la 4e minute de jeu. Le FC Emmen s'impose par deux buts à zéro ce jour-là. Le 7 mars 2020, Laursen réalise son premier doublé pour le FC Emmen face au VVV Venlo, en championnat. Son équipe s'impose par trois buts à zéro ce jour-là.

### Heracles Almelo
Le 8 juin 2021, Nikolai Laursen signe en faveur d'un autre club néerlandais, l'Heracles Almelo,. Il joue son premier match pour l'Heracles le 14 août 2021, face au PSV Eindhoven, lors de la première journée de la saison 2021-2022. Il est titulaire et son équipe s'incline par deux buts à zéro.
Alors qu'il se montre prolifique lors de la saison 2022-2023 (16 buts en 29 matchs), Laursen se blesse gravement le 31 mars 2023, lors d'une rencontre de championnat face à Almere City où il est notamment buteur (1-1). Victime d'une rupture du ligament croisé du genou gauche, l'ailier danois est écarté des terrains pour de nombreux mois et sa saison est dès lors terminée,.
Malgré sa blessure qui le tient éloigné pour de longs mois, Laursen se voit proposer une prolongation de contrat par l'Heracles Almelo, le club souhaitant soutenir l'ailier danois dans sa rééducation. Il signe le 9 février 2024 un contrat courant jusqu'en juin 2025, avec une option pour deux années supplémentaires.

### En sélection nationale
Nikolai Laursen représente l'équipe du Danemark des moins de 17 ans pour un total de cinq matchs joués en 2014.
Nikolai Laursen fête sa première sélection avec l'équipe du Danemark espoirs le 14 novembre 2017 contre la Pologne. Il s'illustre en inscrivant également son premier but mais le Danemark perd la rencontre (3-1). Il marque de nouveau lors de sa deuxième sélection avec les espoirs, le 22 mars 2018 contre l'Autriche, en match amical. Il entre en jeu à la place de Jacob Bruun Larsen et participe à la victoire de son équipe par cinq buts à zéro.

## Palmarès
Brøndby IF
- Finaliste de la Coupe du Danemark
  - 2019